# Denisa Chládková
Denisa Chládková (Praga, 8 febbraio 1979) è un'ex tennista ceca.

## Biografia
Diventò professionista all'età di 15 anni. Nel 1997 arrivò ai quarti di finale al Torneo di Wimbledon 1997 - Singolare femminile, venne sconfitta da Martina Hingis.
Nel 2002 giunse in finale al Nordea Nordic Light Open singolare perdendo contro Svetlana Kuznecova. Nel ranking raggiunse la 31ª posizione il 16 giugno del 2003.
All'Open di Francia 2004 - Singolare femminile si fermò al terzo turno.

## Statistiche

### Risultati in progressione
| Sigla | Risultato               |
| ----- | ----------------------- |
| V     | Vincitore               |
| F     | Finalista               |
| SF    | Semifinalista           |
| O     | Oro olimpico            |
| A     | Argento olimpico        |
| SF    | Bronzo olimpico         |
| QF    | Quarti di Finale        |
| 4T    | Quarto turno            |
| 3T    | Terzo turno             |
| 2T    | Secondo turno           |
| 1T    | Primo turno             |
| RR    | Round Robin             |
| LQ    | Turno di qualificazione |
| A     | Assente                 |
| ND    | Non disputato           |

| Legenda superfici    |
| -------------------- |
| Cemento              |
| Terra battuta        |
| Erba                 |
| Superficie variabile |

#### Singolare nei tornei del Grande Slam
| Torneo          | 1997 | 1998 | 1999 | 2000 | 2001 | 2002 | 2003 | 2004 | 2005 | 2006 |
| --------------- | ---- | ---- | ---- | ---- | ---- | ---- | ---- | ---- | ---- | ---- |
| Australian Open | 1T   | 1T   | 1T   | 2T   | 3T   | 1T   | 4T   | 2T   | 2T   | A    |
| Open di Francia | 1T   | 1T   | 1T   | 2T   | 3T   | 1T   | 2T   | 3T   | 1T   | A    |
| Wimbledon       | QF   | 1T   | 1T   | 1T   | 1T   | 2T   | 2T   | 3T   | 1T   | A    |
| US Open         | 2T   | A    | 1T   | 1T   | 2T   | 2T   | 2T   | 1T   | 1T   | A    |

#### Doppio nei tornei del Grande Slam
| Torneo          | 1997 | 1998 | 1999 | 2000 | 2001 | 2002 | 2003 | 2004 | 2005 | 2006 |
| --------------- | ---- | ---- | ---- | ---- | ---- | ---- | ---- | ---- | ---- | ---- |
| Australian Open | A    | A    | A    | A    | A    | A    | A    | A    | 2T   | 1T   |
| Open di Francia | A    | A    | A    | A    | A    | A    | A    | 3T   | 1T   | A    |
| Wimbledon       | A    | A    | A    | A    | A    | A    | A    | 1T   | 2T   | A    |
| US Open         | A    | A    | A    | A    | A    | A    | A    | 1T   | 2T   | A    |

#### Doppio misto nei tornei del Grande Slam
| Torneo          | 1997 | 1998 | 1999 | 2000 | 2001 | 2002 | 2003 | 2004 | 2005 | 2006 |
| --------------- | ---- | ---- | ---- | ---- | ---- | ---- | ---- | ---- | ---- | ---- |
| Australian Open | A    | A    | A    | A    | A    | A    | A    | A    | A    | A    |
| Open di Francia | A    | A    | A    | A    | A    | A    | 2T   | A    | A    | A    |
| Wimbledon       | A    | A    | A    | A    | A    | A    | A    | A    | A    | A    |
| US Open         | A    | A    | A    | A    | A    | A    | 1T   | A    | A    | A    |

## Vittorie contro giocatrici Top 10
| Stagione | 1997 | 1998 | 1999 | 2000 | 2001 | 2002 | 2003 | 2004 | 2005 | Totale |
| -------- | ---- | ---- | ---- | ---- | ---- | ---- | ---- | ---- | ---- | ------ |
| Vittorie | 1    | 0    | 1    | 0    | 0    | 0    | 0    | 0    | 1    | 3      |

| #    | Giocatrice        | Ranking | Evento                        | Superficie  | Turno | Punteggio | Rank. DCR |
| ---- | ----------------- | ------- | ----------------------------- | ----------- | ----- | --------- | --------- |
| 1997 |                   |         |                               |             |       |           |           |
| 1.   | Lindsay Davenport | 8       | Torneo di Wimbledon, Londra   | Erba        | 2T    | 7-5, 6-2  | 57        |
| 1999 |                   |         |                               |             |       |           |           |
| 2.   | Barbara Schett    | 8       | Generali Ladies Linz, Linz    | Cemento (i) | 2T    | 6-2, 6-1  | 68        |
| 2005 |                   |         |                               |             |       |           |           |
| 3.   | Elena Dement'eva  | 6       | Ordina Open, 's-Hertogenbosch | Erba        | 2T    | 5-5 rit.  | 71        |